# Лысов, Иван Иванович
Иван Иванович Лысов — советский хозяйственный деятель, Герой Социалистического Труда.

## Биография
Родился в 1924 году в селе Гедеримово. Член КПСС.
Пережил немецко-фашистскую оккупацию.
Участник Великой Отечественной войны: стрелок 1-й стрелковой роты 960-го стрелкового полка 299-й стрелковой дивизии
В 1950—1984 годах — бригадир полеводческой бригады колхоза имени Димитрова Захарьевского района, бригадир комплексной бригады колхоза «Правда» Фрунзовского района Одесской области.
Указом Президиума Верховного Совета СССР от 8 апреля 1971 года присвоено звание Героя Социалистического Труда с вручением ордена Ленина и золотой медали «Серп и Молот».
Делегат XXVI съезда КПСС.
Умер в 2014 году в пгт Затишье.

## Награды и звания
- Герой Социалистического Труда (08.04.1971)
- Орден Ленина (08.04.1971)
- Орден Отечественной войны II степени (06.04.1985)
- Медаль За отвагу
- Медаль За боевые заслуги (дважды)